# Ewa Trojnar
Ewa Trojnar – polska ekonomistka i politolożka, badaczka stosunków międzynarodowych, doktor habilitowana nauk społecznych, profesor uczelni Uniwersytetu Jagiellońskiego. Prodziekan ds. dydaktycznych Wydziału Studiów Międzynarodowych i Politycznych UW, kierowniczka Zakładu Japonii w Instytucie Bliskiego i Dalekiego Wschodu UJ. 

## Kariera naukowa
Ukończyła studia magisterskie w zakresie ekonomii. 27 maja 2008 r. uzyskała na UJ stopień doktora nauk humanistycznych w dyscyplinie nauk o polityce na podstawie pracy Stosunki Japonii z krajami Rady Współpracy Arabskich Państw Zatoki (Perskiej) po połowie XX wieku, której promotorem był Adam Jelonek. 15 marca 2016 r. uzyskała stopień doktora habilitowanego nauk społecznych w dyscyplinie nauk o polityce na podstawie dorobku naukowego oraz rozprawy Tajwan. Dylematy rozwoju. 